# Heilig Geist (Emmerich)

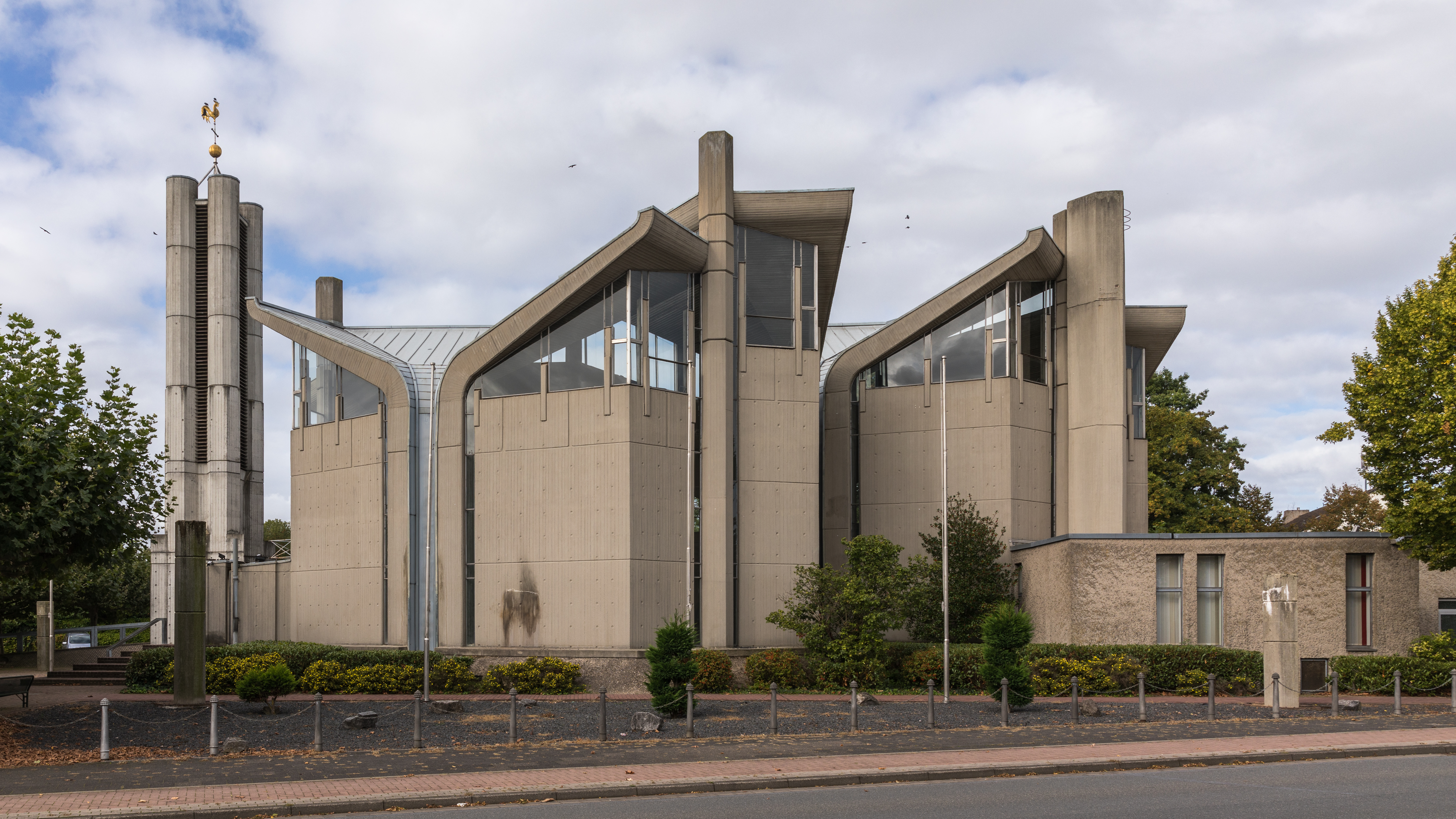
Heilig-Geist-Kirche Emmerich-Leegmeer, Turm nachträglich hinzugefügt

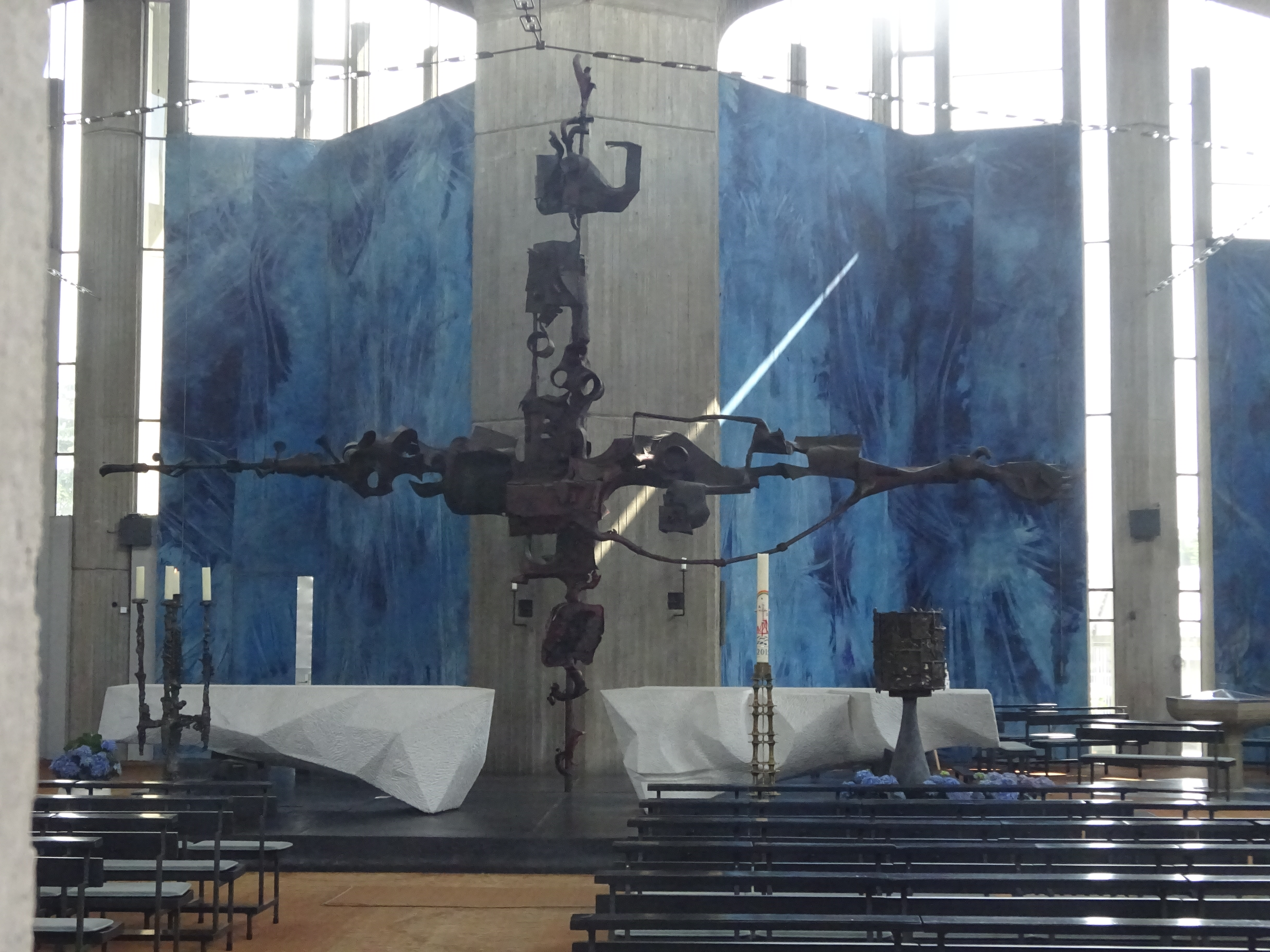
Altarraum

Die römisch-katholische Kirche Heilig Geist ist eine Filialkirche der Kirchengemeinde St. Christophorus. Die Kirche wurde 1966 im Auftrag des Bistums Münster in Emmerich am Rhein erbaut. Sie befindet sich in einer großflächigen Außenanlage inmitten des Emmericher Stadtteils Leegmeer und besteht aus sechs Einzelelementen, die sich zu einem Zentralbau zusammenfügen. Der auf die Altarinsel hin ausgerichtete Innenraum ist durch die sechs unterschiedlich hohen Pilzdächer gegliedert. Über einem aus Dreiecken konstruierten, vielteiligen Grundriss sind unterschiedlich hohe Pilzdächer angeordnet. Die Wandflächen zwischen den Stützen sind von Fensterbändern umrahmt.

## Geschichte
Aufgrund der wachsenden Bedeutung des Stadtteils Leegmeer in den 1950er-Jahren entschloss sich der Kirchenvorstand der Mutterpfarrei St. Aldegundis, eine neue Pfarrei zu gründen, die Pastor Lambert Brimmers übernahm.
Nach dem Erwerb eines 12.000 Quadratmeter großen Grundstücks wurde ein Architekturwettbewerb ausgeschrieben. Der jüngste Bewerber, Dieter Georg Baumewerd, setzte sich mit seinem Entwurf durch. 1964 wurde mit dem Bau begonnen, am Pfingstfest 1966 wurde die Kirche durch Weihbischof Heinrich Baaken aus Münster geweiht. 1989 wurde ein frei stehender Glockenturm nach einem Entwurf von Dieter Georg Baumewerd realisiert.
Seit der Fusion der katholischen Kirchen in Emmerich ist Heilig Geist eine Filialkirche.

## Beschreibung
Der Grundriss zeigt einen unkonventionell gestalteten Zentralraum aus drei unregelmäßigen Vielecken. Die Architektur wird von sechs polygonalen Betonpfeilern als tragenden Elementen gebildet, den Raum dazwischen füllen dünne und geknickte Wandscheiben. Das Zentrum wird von einer quadratischen Altarinsel eingenommen. Im Nordosten fügen sich eine Kreuzwegkapelle sowie die Sakristei an und durchbrechen in gewisser Weise den Umriss der Kirche. Der Glockenturm steht frei vor dem südwestlich gelegenen Hauptportal.
Das Innere ist geprägt von sechs unterschiedlich hohen pilzförmigen Dachschirmen. Für die Zweiteilung des Altars stand das Zweite Vatikanische Konzil Pate, das vom „Tisch des Wortes“ und vom „Tisch des Brotes“ sprach.
Senkrechte und waagerechte Verschalungslinien geben dem Stahlbeton eine rhythmische Form. Großflächige und langgestreckte, bis zum Boden reichende Fensterflächen aus klarem Glas lassen die Natur, vor allem den Himmel, herein und verleihen dem Raum Leichtigkeit.

## Ausstattung
Ins Auge fallen die insgesamt 640 m2 großen Wandscheiben, die der Informel-Künstler Fred Thieler mit vor Ort in Gieß- und Spachteltechnik abstrakt farblich gestalteten Nesselstoffbahnen bespannt und zu einem seiner Hauptwerke gemacht hat. Dominierend sind Blautöne. Thieler schuf auch den abstrakten Kreuzweg.
Die Gestaltung des Altarraums stammt vom Emmericher Künstler Waldemar Kuhn. Beide Teile das Altars sind sieben Tonnen schwere Blöcke aus Carrara-Marmor. „Zur Verkündigung tritt der Liturge vom einen Flügel des Altares her, welcher als Tisch des Wortes und als Thron der heiligen Schrift dient, in die Mitte; zum Zeigen der heiligen Gestalten tritt er vom anderen Flügel des Altares her, welcher der Opferbereitung und -darbringung dient, in die gleiche Mitte“ (Hermann Josef Spital).
Den Tabernakel aus gegossenem Silber stellte die Goldschmiedewerkstatt Wilhelm Polders aus Kevelaer her. Der Taufstein ist ein Entwurf von Alo Kröger aus Münster.
Das sieben Meter hohe und neun Meter breite Monumentalkreuz prägt das liturgische Zentrum. Es besteht aus Stahlabfällen unterschiedlichster Herkunft, daher auch die Bezeichnung „Schrottkreuz“. Nicht allein die triumphale Überwindung von Leid und Tod steht hier im Vordergrund, sondern die Unzulänglichkeit des Menschen.
Wie das Kreuz stammt auch der fünfarmige Bronzeleuchter in barocker Form von Waldemar Kuhn.

## Orgel
Die Orgel wurde 1996 von der Firma Karl Schuke (Berlin) gebaut. Sie verfügt über 25 Register auf zwei Manualen und Pedal mit insgesamt 1594 Pfeifen, davon 97 aus Holz. Die Disposition lautet wie folgt:
| I Hauptwerk C–g3 |       |
| Bordun           | 16′   |
| Principal        | 08′   |
| Rohrflöte        | 08′   |
| Gambe            | 08′   |
| Oktave           | 04′   |
| Fugara           | 04′   |
| Quinte           | 2 ⁄3′ |
| Oktave           | 02′   |
| Mixtur IV        | 1 ⁄3′ |
| Trompete         | 08′   |

| II Schwellwerk C–g3 |       |
| Gedackt             | 8′    |
| Salicional          | 8′    |
| Schwebung (ab c0) 0 | 8′    |
| Principal           | 4′    |
| Holzflöte           | 4′    |
| Waldflöte           | 2′    |
| Quinte              | 1 ⁄3′ |
| Sesquialtera II 0   |       |
| Scharff III         | 1′    |
| Krummhorn           | 8′    |
| Tremulant           |       |

| Pedal C–f1  |     |
| Subbaß      | 16′ |
| Oktavbaß    | 08′ |
| Baßflöte    | 08′ |
| Choralbaß 0 | 04′ |
| Fagott      | 16′ |

- Koppeln: II/I, I/P, II/P
- Spielhilfen: 64-fache Setzerkombination, mechanische Spieltraktur, elektrische Registertraktur
- Anmerkungen:

1. ↑  C–H in Rohrflöte.
2. ↑  C–H Gedackt.

## Geläut
Die Kirche verfügt über fünf Glocken. Sie stammen aus dem Jahr 1989 und wurden von Petit & Edelbrock in Gescher gegossen.
| Nr. | Name                  | Gussjahr | Gießer                  | Ort     | Gewicht (kg) | Schlagton |
| --- | --------------------- | -------- | ----------------------- | ------- | ------------ | --------- |
| 1   | Dreifaltigkeitsglocke | 1989     | Petit & Gebr. Edelbrock | Gescher | 1.080        | e1        |
| 2   | Christusglocke        | 1989     | Petit & Gebr. Edelbrock | Gescher | 750          | fis1      |
| 3   | Heilig-Geist-Glocke   | 1989     | Petit & Gebr. Edelbrock | Gescher | 590          | gis1      |
| 4   | Marienglocke          | 1989     | Petit & Gebr. Edelbrock | Gescher | 460          | h1        |
| 5   | Sankt-Viktors-Glocke  | 1989     | Petit & Gebr. Edelbrock | Gescher | 340          | cis2      |